# خيسوس هرنانديز أوبيدا
خيسوس هرنانديز أوبيدا (بالإسبانية: Jesús Hernández Úbeda)‏ ولد بتاريخ 11 أكتوبر 1959 في مدريد، وتوفي في 23 أبريل 1996 في إسبانيا، كان دراج إسباني.

## روابط خارجية
- خيسوس هرنانديز أوبيدا على موقع أرشيف الدراجات (الإنجليزية)
- خيسوس هرنانديز أوبيدا على موقع إحصائيات الدراجات الإحترافية (الإنجليزية)
- خيسوس هرنانديز أوبيدا على موقع CycleBase (الإنجليزية)